# Distretto di Gangshan
Il distretto di Gangshan (岡山區S, Gāngshān QūP) è un distretto della municipalità di Kaohsiung, situata a Taiwan.